# 齋藤正寧
齋藤 正寧（さいとう まさやす、1942年（昭和17年）3月21日 - 2015年（平成27年）1月5日）は、日本の政治家、新聞記者。元秋田魁新報社社員、元秋田県議会議員、元秋田県井川町町長。

## 来歴

### 秋田県議会議員に出馬するまで
旧上井河村（現在の井川町東部）赤沢の出身。1964年（昭和39年）早稲田大学第一政経学部卒業後に秋田魁新報社に入社する（1970年12月まで在籍）。そして旧上井河村長だった父の齋藤正作県議の逝去に伴う後継として、1971年（昭和46年）秋田県議会議員選挙に立候補し、初当選を果たした。

### 秋田県議会議員、その後の井川町長
秋田県議会議員を2期務めた後、20年に渡り井川村長、井川町長を務めた鷲谷嘉兵衛の引退に伴う1979年（昭和54年）の井川町の町長選に立候補、初当選を果たす。以来、井川町の町長を9期36年務めた。これは、市町村長として当時全国最多である。
井川町長在任中の2000年（平成12年）4月28日から秋田県国民健康保険団体連合会理事長、2005年（平成17年）6月10日から秋田県町村会会長に就任した。
また、2011年7月から2年間は全国町村会副会長を務めていた。
9期目であった2014年（平成26年）12月には当初、10選出馬を表明していたが、その直後にがん療養を理由に出馬辞退を表明し、任期満了日を待たずに、年が明けて2015年（平成27年）1月5日に肺がんのため秋田市の病院で死去した。72歳没。叙正五位、旭日中綬章追贈。

## 死去後の井川町町長選挙
死去後、すでに任期満了に伴う選挙日程は決まっていたが、公職選挙法で死亡を町選管に伝達した日から50日以内の日程内に当初決定した投票日が収まることを理由に、町長死去に伴う選挙日程は当初の予定通り、任期満了の選挙日程と同一日程での実施となった。
2015年(平成27年)2月15日投開票の町長選挙の結果、齋藤正寧の長男で、元団体職員の齋藤多聞が初当選し、同年2月15日に就任した。齋藤多聞は、曽祖父・祖父が旧上井河村村長、父が前町長と、直系4代で町村長を務めた家系の出身となる。

## 土地改良整備と生活利便性向上の政策
町長就任より井川町内の土地改良整備を重点に、町民の生活利便性向上を目的とした政策を積極的に行った。
主な政策として
- 町道の拡幅や安全性、利便性向上の為の整備
  - 井川町浜井川地区（湖東農免道路交差点）から同町井内地区（県道228号交差点）まで（県道112号区間含む）
  - 井川町北川尻地区（国道285号交差点）から同町寺沢地区まで（県道228号区間含む）
  - 井川町今戸地区（県道228号交差点）から同町北川尻地区（国道285号交差点）まで（道路新設）等

- 圃場の整備
- 日本国花苑の施設拡張整備。
- 高齢者介護施設や障害者福祉施設の整備
- 公共下水道及び農業集落排水施設の設備。
- JR奥羽本線井川さくら駅の新設と駅前広場、駅利用者駐車場の整備、隣接する奥羽本線新堰踏切の拡幅整備
- 井川町役場周辺やJR井川さくら駅前の宅地造成、井川町営住宅の整備
- 井川東保育園、井川西保育園、井川幼稚園を一体化した幼保一元化政策と全国初の認定こども園（井川こどもセンター）の設置

また、重点政策以外に
- 1988年（昭和63年）12月、井川中学校に学習用のパーソナルコンピュータ（NEC製）19台を導入[5]
- 1987年（昭和62年）頃より、外国人講師による英語教育の充実化。
- 国道285号の井川町区間に、車道と歩道を分ける街路樹部分へサルスベリの植樹

## 人物
父は元秋田県議会議員で旧上井河村の村長であった齋藤正作、祖父も旧上井河村の村長である。
国や秋田県に「物を言える町長」として、歯に衣着せぬ物言いで地方の実情や課題を訴えてきた。その反面、町内においてはまちづくり懇談会を実施し、精力的に町民と交流を深め、町民の意見や要望を町の政策へと反映させる等、井川町の発展に尽力した。

## 平成の大合併からの離脱
小泉政権が推し進めていた平成の大合併実現に五城目町、八郎潟町と共に合併に向けて組織された「湖東三町合併協議会」に参加していた。しかし、行政（小泉政権）側の都合によって市町村合併が推し進められた状況を考慮し、2004年（平成16年）12月、町職員に向けて
「行財政の効率化のみを目的とした市町村合併ならば不要。重要なのは本町を含めこの地域が将来にわたり発展し続けていくための展望を住民と行政とが共に描けるのかということ。その議論が足りなかった」
と発言、湖東三町合併協議会からの離脱を表明した。

## その他
死去翌日、1月6日に井川町議会の全員協議会で長年の功績を称え、井川町名誉町民の称号を贈られる事となった。
同年1月10日に葬儀が井川中学校体育館で執り行われた。